# Опасо, Педро
Педро Опасо Летелье (исп. Pedro Opaso Letelier; 20 июля 1876, Талька, Чили — 9 апреля 1957, Сантьяго, Чили) — чилийский политический, общественный и государственный деятель. Вице-президент Чили (1931). Исполняющий обязанности президента Чили (26 июля — 27 июля 1931). Президент Сената Чили (1930—1932 и 1944). Министр.

## Биография
Изучал медицину в Чилийском университете. Занялся политикой, был первым мэром Рио Кларо.
В 1920 году, как представитель Демократической либеральной партии был назначен министром войны и флота с 16 июня по 5 июля 1920 г. Одновременно исполнял обязанности министра промышленности и общественных работ (23 июня-1 июля 1920).
В 1921—1924 годах избирался депутатом парламента от провинции Курико, сенатором от провинции Талька (1924—1930) и от провинций Талька, Линарес и Курико (1930—1932). В 1930—1932 годах возглавлял Сенат Чили.
Лидер Либерально-демократической юнионистской партии Чили, с 1930 года — Объединенной либеральной партии. Будучи председателем Сената, после массовых беспорядков в Чили в июле 1931 года и бегства из страны президента К. Ибаньеса дель Кампо, был назначен вице-президентом Чили Исполнял обязанности президента Чили всего один день (26 июля — 27 июля 1931). Сформировал новый кабинет министров, после чего подал в отставку.
Скорость, которую он продемонстрировал, на посту и. о. президента Чили, принесла ему прозвище «Передатчик» (El Pasador), которое закрепилось за ним до самой смерти.
После очень короткого пребывания у власти, был избран сенатором от Курико, Талька, Мауле и Линарес (1933—1949) и снова президентом Сената в 1944 году. Работал советником Государственных железных дорог и Аграрного кредитного фонда (Caja de Crédito Agrario), президентом Banco Talca.
Умер в Сантьяго в 1957 году.